# Toute Première Fois (chanson)
Pour les articles homonymes, voir Toute Première Fois.
Singles de Jeanne Mas
Johnny, Johnny
(1985)
Pistes de Jeanne Mas
Lisa
(3) Suspens
(5)
Toute Première Fois est une chanson française de 1984 interprétée par Jeanne Mas, parue sur son premier album, Jeanne Mas. Elle est sortie en février 1984 en tant que premier single de l'album.
Premier grand succès de la chanteuse, Toute Première Fois se classe no 8 au Top 50.

## Historique
Toute Première Fois a d'abord été enregistrée en langue italienne, Cuore di vento, et sa composition remonterait à 1980. Jeanne Mas résidait à l'époque en Italie. Elle décide d'écrire un texte en français et de présenter la chanson aux maisons de disques françaises. Finalement, après de nombreux refus, Pathé Marconi signera Jeanne Mas.
Le 45 tours sortira le 13 février 1984 et sera un grand succès tout au long de cette année, dépassant les 800 000 exemplaires vendus (Toute Première Fois est donc son plus gros succès, ses ventes dépassant sensiblement celles de Johnny, Johnny et de En rouge et noir). Le Top 50 étant créé en novembre de la même année, la chanson ne sera classée officiellement que 9 semaines mais atteindra tout de même la 8e place.

## Versions
Une version anglaise a été enregistrée par Jeanne Mas en 1984 : Into the Night.
Deux versions remixées sont sorties à l'époque sur un maxi 45 tours : un remix spécial club et une version longue.
Un nouveau remix sortira en 2004 chez Capitol Music en maxi 45 tours et se classera en 96e position du Top Singles SNEP. Cette version est disponible dans le Best of de Jeanne Mas sorti en 2004.

## Formats
| 1. | Toute Première Fois | 3:54 |
| B. | Viens               | 3:52 |

| A. | Toute Première Fois (Remix spécial Club - remixé par Dominique Blanc-Francard, J. M. Aouizerat, Jochen Kraus) | 5:20 |
| B. | Toute Première Fois (version longue)                                                                          | 6:59 |

## Classements
| Classement (1984–1985)           | Meilleure position |
| -------------------------------- | ------------------ |
| Europe (Eurochart Hot 100)       | 29                 |
| Europe (European Airplay Top 50) | 18                 |
| France (SNEP)                    | 8                  |
| France (IFOP)                    | 2                  |
| France (Radios périphériques)    | 1                  |
| France (Radios FM)               | 2                  |
| Québec (Palmarès francophone)    | 34                 |

| Classement (2015) | Meilleure position |
| ----------------- | ------------------ |
| France (SNEP)     | 150                |

| Classement (1984) | Position |
| ----------------- | -------- |
| France (SNEP)     | 9        |

### Certifications
| Pays                                                             | Certification | Ventes certifiées |
| ---------------------------------------------------------------- | ------------- | ----------------- |
| France (SNEP)                                                    | Or            | 500 000*          |
| *Ventes selon la certification xNon précisé par la certification |               |                   |

## Reprises
Dès 1984, la chanson est reprise dans sa version anglaise (intulée Into the Night), d'abord par Tony Beverly (de nationalité italienne) chez Vogue, puis par Debra Leeburn (de nationalité américaine) chez Carrère. Si sur les pochettes de ces deux 45 tours on peut lire « version US de Toute Première Fois », aucune ne sera distribuée aux États-Unis.
En 1986, Les Charlots en feront une version parodique intitulée Toot toot première fois.
Plus récemment, la chanson a été reprise par la chanteuse belge Kate Ryan sur l'album Free, en 2008.
En 2014, lors de la tournée des Enfoirés, Tal et Dany Boon l'interprètent dans un medley.
En 2018, le chanteur franc-comtois Manu AW produit une reprise rock de la chanson. Jeanne Mas la partage sur Twitter et complimente l'artiste[réf. nécessaire].